# Ebrei rossi

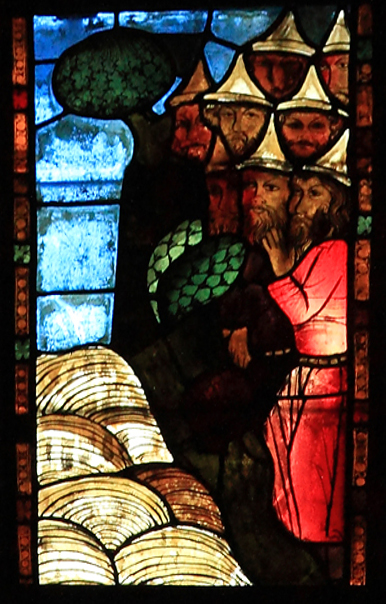
Particolare delle finestre del coro nella chiesa di Santa Maria, Francoforte sull'Oder (c. 1360). Gli ebrei rossi aspettano sulle rive del fiume Sambation.

Gli ebrei rossi (in tedesco Rote Juden), che rappresentano una leggendaria nazione ebraica, compaiono in fonti volgari in Germania durante l'epoca medievale, dal XIII al XV secolo. Questi testi ritraggono gli ebrei rossi come una minaccia epocale per la cristianità, che avrebbero invaso l'Europa durante le tribolazioni che avrebbero portato alla fine del mondo.
Andrew Gow studiò i testi originali in lingua tedesca e concluse che la leggenda degli ebrei rossi si fondava su tre tradizioni separate: i riferimenti profetici biblici a Gog e Magog, le dieci tribù perdute d'Israele e un episodio del romanzo di Alessandro (III secolo d.C.), in cui Alessandro Magno rinchiude una razza di pagani dietro una grande muraglia nel Caucaso. Queste tradizioni avevano già alcune sovrapposizioni. Gog e Magog sono tra le nazioni intrappolate dietro il muro nel Romanzo di Alessandro, e le uniche nominate nella versione della storia appaiono nella Sura del Corano 18:89  (La Caverna), mentre l'opera del XIV secolo I viaggi di Sir John Mandeville associano esplicitamente le nazioni confinate alle Dieci tribù perdute.
Gli ebrei rossi erano i discendenti degli erodiani, ovvero edomiti convertiti con la forza al giudaismo da Giovanni Ircano per cui "rosso" è una traduzione della parola ebraica Edom. Molti opuscoli circolarono interpretando tali eventi come l'ascesa del potere turco nel contesto dei leggendari ebrei rossi. L'identificazione edomita è stata fatta già nella Chronograhia di Giorgio Sincello completata da Teofane Confessore nell'808 d.C. Sia Martin Bucer che Filippo Melantone (1497-1560), ad esempio, affermarono che i musulmani erano gli ebrei rossi.